# فردوس ادروس
فردوس ادروس (12 أغسطس 1986 بسنغافورة - ) هو لاعب كرة قدم سنغافوري في مركز الوسط. شارك مع منتخب سنغافورة لكرة القدم. أما مع النوادي، فقد لعب مع تانجونغ باغار يونايتد ونادي تامبينس روفرز ونادي هوم يونايتد ويانج لايونز.

## مسيرته الكروية
لعب فردوس ادروس خلال مسيرته الاحترافية مع 4 أندية في عشرة مواسم وسجل خلالها 17 هدفًا ضمن 213 مباراة. حيث فاز في موسمين بالكأس ولم يفز بأي دوري.
خاض فردوس ادروس مسيرته مع نادي يانج لايونز في موسم 2006 واستمر معه طيلة ثلاثة مواسم، مشاركًا في 41 مباراة سجل خلالها هدفين. ثم انتقل إلى نادي هوم يونايتد في موسم 2009 ليلعب معه خمسة مواسم، حيث شارك في 123 مباراة سجل خلالها 12 هدفًا. لينتقل بعدها إلى نادي تانجونغ باغار يونايتد ما بين عامي 2014 و2015 لمدة موسم واحد، مشاركًا في 25 مباراة سجل خلالها هدفين. ثم انتقل إلى نادي تامبينس روفرز ما بين عامي 2015 و2016 لمدة موسم واحد، مشاركًا في 24 مباراة سجل خلالها هدفًا واحدًا.

## روابط خارجية
- فردوس ادروس على موقع قاعدة بيانات كرة القدم.إي يو (الإنجليزية)
- فردوس ادروس على موقع قاعدة بيانات كرة القدم.إي يو (الإنجليزية)
- فردوس ادروس على موقع ناشيونال فوتبول تيمز (الإنجليزية)